# Ça va faire mal !
Pour plus de détails, voir Fiche technique et Distribution.
Ça va faire mal ! est un film français réalisé par Jean-François Davy, sorti en 1982.

## Synopsis
Rien ne va plus pour Vladimir : sa société de production de films est au bord de la faillite et il est harcelé par Léopold, un inspecteur du fisc. Par-dessus le marché, son amie Pamela le trompe avec son assistant, Valentin. Pour échapper à la banqueroute, il accepte l'importante somme d'argent que lui propose un garagiste pour tourner un film érotique. Vladimir engage le réalisateur François Léaud et une poignée d'acteurs, spécialistes du genre, avant que le garagiste lui apporte l'argent. Mais ce dernier, blessé par la police en braquant un péage, succombe à ses pieds. Vladimir se retrouve du coup avec un butin et un cadavre sur les bras...

## Fiche technique
- Titre : Ça va faire mal !
- Réalisateur : Jean-François Davy, assisté de Pascal Chaumeil
- Scénario : Jean-François Davy
- Musique : Daniel Longuein et Gilbert Sigri
- Photo : Philippe Théaudière
- Durée : 85 minutes
- Date de sortie : 21 juillet 1982

## Distribution
- Daniel Ceccaldi : Léopold, un inspecteur du fisc
- Henri Guybet : Vladimir
- Bernard Menez : François Léaud
- Patrice Minet : Valentin
- Caroline Berg : Pamela
- Kathie Kriegel : Athalie
- Hubert Deschamps : Henri
- Corinne Corson : Lili
- Bernard Cazassus : Le garagiste
- Pierre Doris : Le vétérinaire
- Bernard Musson : M. Ficelle
- Gérard Croce : Monsieur Bouboule
- Marie-Pierre Casey : Madeleine, la bonne de Léopold
- Isabelle Mergault : Gina
- Anne Libert : Lucy, la femme de Richard
- Marcel Gassouk : (Scène coupée au montage)
- Lucien Jérôme : Le 3ème collègue de Léopold
- Sylvie Schmidt : Fabienne
- Eloïse Beaune : Cynthia
- Juliette Degenne : France
- Philippe Manesse : Richard
- Thomas Bisval : Un ange
- Jean-Paul Bussy :
- Mathieu Davy : Un ange
- Jean de Trégomain :
- Jean Dolande :
- Jean-François Dupas :
- Jean-Michel Haas :
- Yahn Halnaut :
- Carmelo Petix : Ricardo Guana
- Hélène Shirley : Une comédienne faisant la queue pour le casting
- Jacky Sigaux :
- Bénédicte Tabourin : Un ange
- Michel Caputo :
- Jean-François Davy : Un automobiliste
- Carmelo Petix : L'homme en costume de Zorro faisant de la pub pour les pâtes

## Autour de film
- On peut remarquer de façon insistante, collée sur le mur du décor, l’affiche du film : "Mais... qu'avez vous fait à Solange ?" de Massimo Dallamano